# New Hope (Texas)
New Hope es un pueblo ubicado en el condado de Collin en el estado estadounidense de Texas. En el Censo de 2010 tenía una población de 614 habitantes y una densidad poblacional de 164,52 personas por km².

## Geografía
New Hope se encuentra ubicado en las coordenadas 33°12′42″N 96°33′36″O / 33.21167, -96.56000. Según la Oficina del Censo de los Estados Unidos, New Hope tiene una superficie total de 3.73 km², de la cual 3.71 km² corresponden a tierra firme y (0.49%) 0.02 km² es agua.

## Demografía
Según el censo de 2010, había 614 personas residiendo en New Hope. La densidad de población era de 164,52 hab./km². De los 614 habitantes, New Hope estaba compuesto por el 93.49% blancos, el 0% eran afroamericanos, el 1.14% eran amerindios, el 0.33% eran asiáticos, el 0% eran isleños del Pacífico, el 3.26% eran de otras razas y el 1.79% pertenecían a dos o más razas. Del total de la población el 12.21% eran hispanos o latinos de cualquier raza.